# Hiroshi Sugimoto

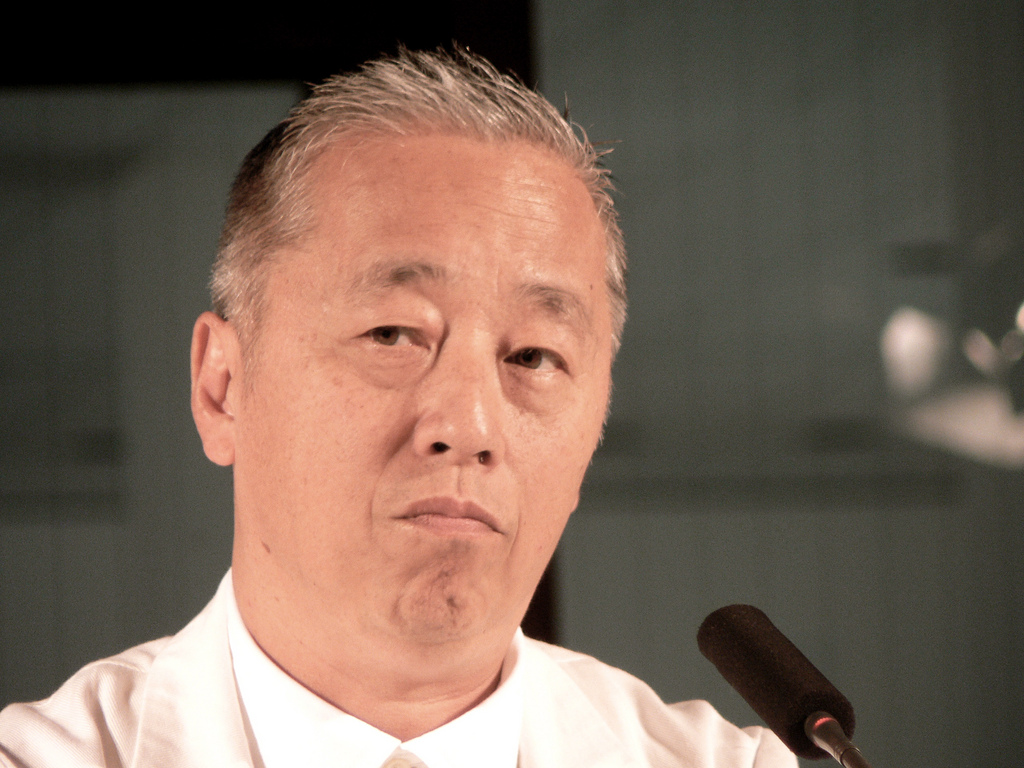
Hiroshi Sugimoto, 2003

Hiroshi Sugimoto (jap. 杉本博司, Sugimoto Hiroshi, * 23. Februar 1948 in Tokio, Japan) ist ein japanischer Fotograf, der in New York lebt und arbeitet.

## Leben und Werk
Sugimoto studierte Politikwissenschaft und Soziologie an der Rikkyō-Universität in Tokio. Anschließend absolvierte er ein Kunststudium am Art Center College of Design in Los Angeles, wo er nachhaltig von den amerikanischen Kunstströmungen des Minimalismus und der Konzeptkunst (concept art) beeinflusst wurde.
Er arbeitet ausschließlich im Medium der Schwarzweißfotografie und nach dem Konzept der Serie, indem er eine Idee über längere Zeit konsequent über mehrere Aufnahmen verfolgt. Sugimotos Arbeiten thematisieren oft das Konzept der „belichteten Zeit“, indem sie Fotografien als Zeitkapsel für eine Reihe von Ereignissen darstellen. Seine Werke reflektieren die Vergänglichkeit des Leben und Tod. Dabei verwendet er oft eine 8x10"-Großformatkamera und extrem lange Belichtungszeiten, um seine Bilder zu erstellen. Bisher stehen in seinem Schaffen die folgenden Serien bzw. Werkgruppen im Vordergrund: „Dioramas“ (Dioramen) und „Wax Museums“ (Wachsfigurenmuseen, beide von 1976 an), „Theaters“ (Kinos, ab 1978), „Seascapes“ (Meeresansichten, ab 1980) und „Architecture“ (Architektur, ab 1997).

### Architektur- und Landschaftsfotografie
Sanjūsangen-dō (1995)
1995 widmete sich Hiroshi Sugimoto der fotografischen Dokumentation des Sanjūsangen-dō in Kyōto, einer historischen Tempelhalle, die für ihre 33 Nischen bekannt ist. Zur Vorbereitung auf die Aufnahmen ließ er alle später hinzugefügten Verzierungen aus der Spätmittelalter- und Frühneuzeit entfernen sowie die moderne Leuchtstoffbeleuchtung abschalten. Aus erhöhter Perspektive entstanden 48 Fotografien, die bewusst alle architektonischen Merkmale ausblendeten. Im Fokus stehen ausschließlich die rund 1.000 lebensgroßen, nahezu identischen, vergoldeten Holzfiguren von Bodhisattvas, die im 12. und 13. Jahrhundert geschaffen wurden und dicht aneinandergereiht den Innenraum füllen.
Architektur-Serie (1997–2003)
Ab 1997 begann Sugimoto auf Einladung des Museum of Contemporary Art in Chicago mit einer Serie großformatiger Aufnahmen bedeutender Bauwerke weltweit. Diese Werke wurden 2003 im Rahmen einer eigens konzipierten Installation präsentiert, bei der die Fotografien in mehreren Reihen auf dunklen, gestaffelten Wänden arrangiert waren. Die Inszenierung verlieh der Ausstellung eine ruhige, fast sakrale Atmosphäre. In seiner späteren Serie Architecture (2000–2003) konzentrierte sich Sugimoto auf verschwommene Darstellungen bekannter Ikonen der modernen Architektur, insbesondere des Modernismus. Durch die gezielte Unschärfe hebt er die zeitlose Formensprache und abstrakte Qualität dieser Bauwerke hervor.
Meisho-Reise und japanische Landschaften (2001)
2001 bereiste Sugimoto ganz Japan, um sogenannte Meishō – berühmte landschaftliche Schauplätze – mit Kiefernwäldern fotografisch festzuhalten. Zu den besuchten Orten zählen Miho no Matsubara, Matsushima und Amanohashidate. Auf dem Gelände des Kaiserpalastes in Tokio entstand zudem eine Fotografie, die sich stilistisch an der japanischen Tuschemalerei des 16. Jahrhunderts orientiert. Besonders beeinflusst wurde Sugimoto dabei von den Shōrin-zu byōbu („Kiefernwald-Faltschirme“, um 1590) des Malers Hasegawa Tōhaku (1539–1610) aus der Momoyama-Zeit. Diese Werke, die heute als nationale Kulturschätze gelten, markieren einen bedeutenden Wendepunkt in der Geschichte der japanischen Bildkunst und dienten Sugimoto als ästhetisches Vorbild.
Sugimotos Aufnahmen sind in vielen internationalen Sammlungen vertreten und werden in Fotografie- wie Kunstausstellungen präsentiert. Seine Arbeiten zählen zur Künstlerischen Fotografie.

## Auszeichnungen
- 2001: Hasselblad Foundation International Award in Photography
- 2006/2007: Deutscher Fotobuchpreis
- 2009: Praemium Imperiale[8]
- 2010: Medals of Honor (Japan)
- 2013: Officier des Ordre des Arts et des Lettres
- 2014: Isamu Noguchi Award
- 2017: Assoziiertes Mitglied der Académie royale des Sciences, des Lettres et des Beaux-Arts de Belgique[9]

## Ausstellungen (Auswahl)
- 1977: Minami Gallery, Tokio
- 1981: Sonnabend Gallery, New York
- 1985: New Museum of Contemporary Art, New York
- 1989: Cleveland Kunstmuseum, USA
- 1993: Palais des Beaux-Arts, Charleroi, Belgien
- 1995: Kunsthalle Basel, Schweiz; Centre International D'art Contemporain, Montreal, Kanada; Metropolitan Museum of Art, New York; The Museum of Contemporary Art, Los Angeles
- 1996: Sydney Biennale, Australien; Hara Museum Arc, Gunma, Japan
- 1997: Berkeley Art Museum, Berkeley, USA
- 1998: Sonnabend Gallery, New York; Photographer's Gallery, London, GB
- 1999: Galerie nächst St. Stephan, Wien, Österreich
- 2000: Deutsche Guggenheim Berlin; Guggenheim Museum Bilbao, Spanien
- 2001: Yokohama Triennale, Japan; Kunsthaus Bregenz
- 2002: Kunsthalle Bielefeld
- 2003: Museum of Contemporary Art, Chicago
- 2004: Fruitmarket Gallery, Edinburgh, GB; Jeu de Paume, Paris, Frankreich
- 2007: MARTa Herford
- 2007: Kunstsammlung Nordrhein-Westfalen, Düsseldorf
- 2007: Villa Manin Centro d'Arte Contemporanea, Passariano Italien
- 2008: Museum der Moderne Salzburg Mönchsberg
- 2008: Neue Nationalgalerie, Berlin[10]
- 2008: Kunstmuseum KKL, Luzern
- 2012: Hiroshi Sugimoto: Revolution, Museum Brandhorst, München